# Р̣
Cette page contient des caractères spéciaux ou non latins. S’ils s’affichent mal (▯, ?, etc.), consultez la page d’aide Unicode.
L’er point souscrit (capitale Р̣, minuscule р̣) est une lettre de l’alphabet cyrillique qui est utilisée dans la translittération de l’écriture arabe.

## Utilisations
Dans le dictionnaire russe-pachto-dari de Konstantin Aleksandrovitch Lebedev publié en 1983 et les éditions suivantes, l’er point souscrit ‹ р̣ › est utilisé pour translittérer la lettre rāʾ rond souscrit ‹ ړ › du pachto.

## Représentations informatiques
L’er point souscrit peut être représenté avec les caractères Unicode suivants :
- décomposé (cyrillique, diacritiques) :

| formes    | représentations | chaînes de caractères | points de code | descriptions                                                |
| --------- | --------------- | --------------------- | -------------- | ----------------------------------------------------------- |
| capitale  | Р̣               | Р◌̣                    | U+0420 U+0323  | lettre majuscule cyrillique erre diacritique point souscrit |
| minuscule | р̣               | р◌̣                    | U+0440 U+0323  | lettre minuscule cyrillique erre diacritique point souscrit |